# Công viên Patagonia

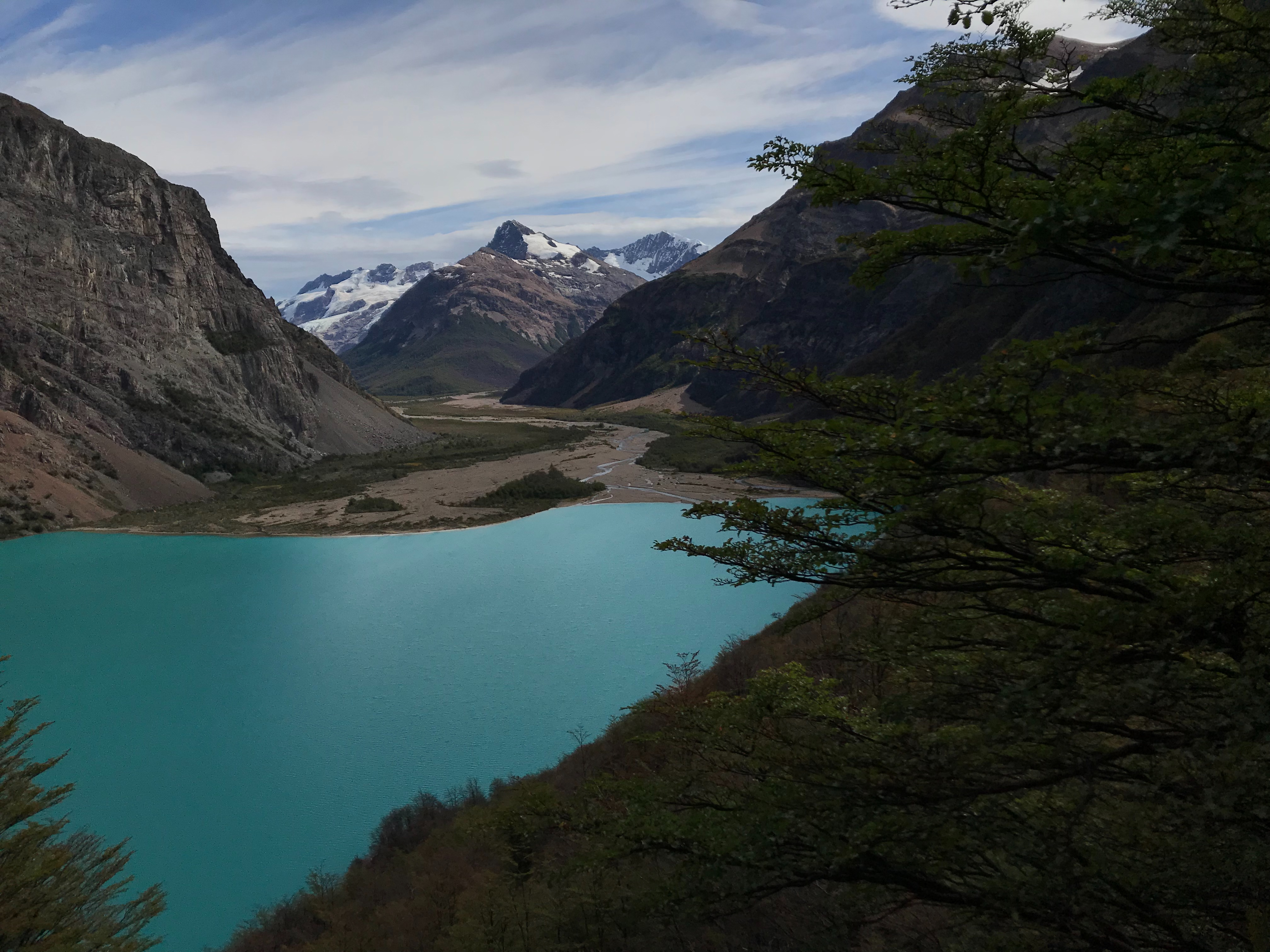
Lago Verde, Sector Jeinimeni, Vườn quốc gia Patagonia

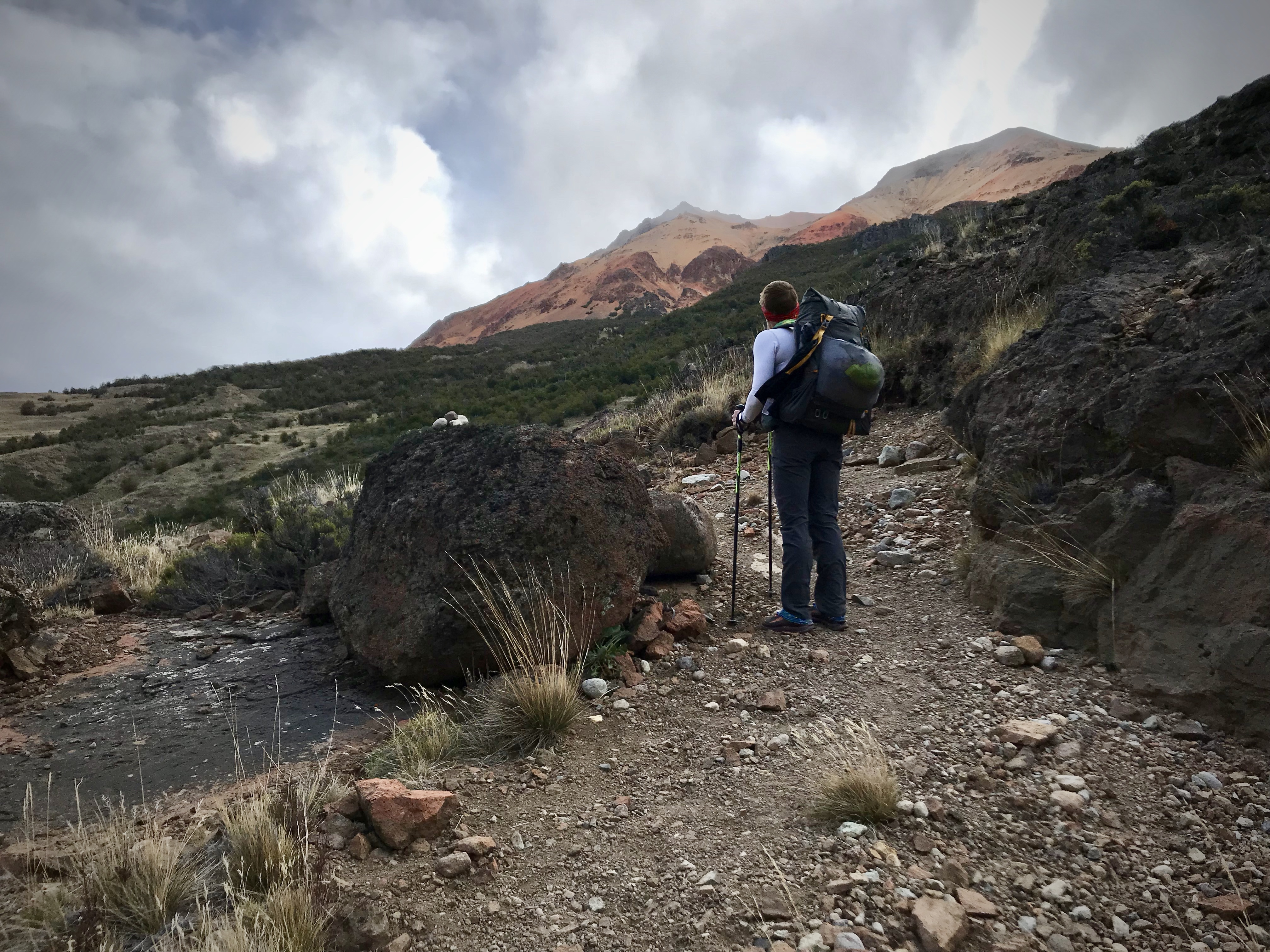
Đi bộ dọc theo Đường mòn Thung lũng Aviles, Vườn quốc gia Patagonia

Công viên Patagonia (tiếng Tây Ban Nha là Parque Patagonia) là một khu bảo tồn thiên nhiên tư nhân được điều hành như một công viên dành cho công chúng ở Vùng Aysén của Chile.
Trung tâm của công viên là Thung lũng Chacabuco, đây là một thung lũng đông tây có tầm quan trọng về mặt sinh học, tạo thành một con đường vượt qua Dãy núi Andes và là vùng chuyển tiếp giữa đồng cỏ thảo nguyên Patagonia của Patagonia thuộc Argentina với rừng sồi phía nam của Patagonia thuộc Chile về phía tây. Công viên Patagonia nằm giữa Khu bảo tồn Quốc gia Lago Jeinimeni ở phía bắc và Khu bảo tồn Quốc gia Lago Cochrane ở phía nam.
Công viên Patagonia được thành lập bởi Conservacion Patagonica, một tổ chức phi lợi nhuận ra đời ở California vào năm 2000 bởi Kris Tompkins, để bảo vệ các vùng đất hoang dã và hệ sinh thái của Patagonia. Công viên Patagonia có cơ sở hạ tầng gồm những con đường mòn, khu cắm trại và trung tâm cho du khách.
Vào 29/01/2018, Tổng thống Chile Michelle Bachelet và Kris Tompkins, Chủ tịch kiêm Giám đốc điều hành của Tompkins Conservation, đã ký sắc lệnh thành lập 5 vườn quốc gia, một trong số đó là Vườn quốc gia Patagonia. Công viên Patagonia sẽ được ban tặng cho nhà nước Chile và sau đó được kết hợp với Khu bảo tồn Quốc gia Lago Jeinimeni, Khu bảo tồn Quốc gia Lago Cochrane và các vùng đất bổ sung khác để tạo ra Vườn Quốc gia Patagonia, với tổng diện tích là 640,000 mẫu Anh (258,999 ha).

## Lịch sử
Ban đầu, đây là một trong những trại chăn nuôi cừu lớn nhất khu vực lúc bấy giờ, Estancia Valle Chacabuco đã nhiều lần đổi chủ trong thế kỷ qua. Nhà thám hiểm người Anh Lucas Bridges đã thành lập khu vực này như một trang trại vào năm 1908, nhưng thông qua những nỗ lực của chính quyền Eduardo Frei Montalva nhằm phân phối lại của cải, vùng đất đã bị tịch thu và chia cho một số gia đình địa phương vào năm 1964. Khu đất này được chính quyền Augusto Pinochet khai hoang một lần nữa, sau đó được bán cho chủ đất người Bỉ Francoise de Smet vào năm 1980.
Kris và Doug Tompkins   đã có dịp ghé thăm thung lũng Chacabuco lần đầu tiên vào năm 1995. CONAF (Tổng công ty Lâm nghiệp Quốc gia Chile) đã liệt kê rằng Thung lũng Chacabuco là ưu tiên bảo tồn hàng đầu trong hơn 30 năm nay. Sau hai thập kỷ giảm sút về mặt lợi nhuận, vào năm 2004, với sự giúp đỡ của Tổ chức Bảo tồn Tompkins, Conservacion Patagonica đã mua lại Estancia Valle Chacabuco 174,500 mẫu Anh (70,618 ha) từ de Smet và bắt đầu bán bớt gia súc, dỡ bỏ hàng rào, khôi phục đồng cỏ và rừng cũng như phát triển những chương trình phục hồi các giống loài cụ thể. Khi công viên được tái phát triển, một cơ sở hạ tầng tiếp cận công cộng đã được xây dựng bao gồm đường mòn, khu cắm trại, nhà trọ và nhà ở của nhân viên. Kể từ khi mua lại estancia, các vụ mua lại đất nhỏ hơn đã mở rộng Parque Patagonia lên gần 200,000 mẫu Anh (80,937 ha).

## Sinh thái học
Vị trí nằm trong vùng chuyển tiếp giữa thảo nguyên khô cằn của Patagonia thuộc Argentina và những khu rừng sồi ôn đới phía nam của Patagonia thuộc Chile, công viên Patagonia bao gồm một loạt các hệ sinh thái như Đồng cỏ, rừng Riparian và Đất ngập nước.
Các đồng cỏ thảo nguyên khô ở Patagonia thuộc Argentina với đặc trưng là lượng mưa tối thiểu, gió lạnh, khô cùng nhiều đất cát. Dãy núi Andean ngăn hơi ẩm truyền về phía tây và tạo nên vùng đất khô cằn này. Một số loài thực vật đã có thể thích nghi với môi trường khắc nghiệt của nơi đây, bao gồm các loại cây bụi như calafate, quilembay và yaoyín, các loại cỏ búi như bọ chét và coirón poa. Những đồng cỏ này hỗ trợ các loài động vật cứng rắn như cú đào hang, cáo xám, tuco-tuco, mara, armadillos, các loài đại bàng và diều hâu khác nhau, các loài săn mồi như báo. Nhiều loài động vật phát triển mạnh mẽ và dễ sinh sống hơn tại vùng ngoại ô sa mạc, xung quanh các hồ phù du được hình thành từ dòng chảy của dãy Andes, nơi cây cối và các loại cỏ nước giàu dinh dưỡng hơn có thể phát triển.
Di chuyển về phía tây và leo lên ngọn dốc thẳng đứng của Dãy núi Andes, hệ động thực vật của nơi đây được thay đổi một cách đáng kể. Quang cảnh bắt đầu trở thành rừng rậm, bao gồm hầu hết ba loài thuộc giống cây gỗ sồi phía nam (Nothofagus): lenga, ñire và coiue. Ở đây, lượng mưa có thể rất cao, tạo ra những khu rừng rậm rạp, đầy đủ chất dinh dưỡng từ những lớp lá cao. Những khu rừng này sở hữu 370 chi thực vật có mạch, những chi quan trọng đối với sự tồn tại của hệ động vật xung quanh. Một số loài động vật có vú quan trọng bao gồm hươu huemul, puma, cáo đỏ và các loài dơi đang bị đe dọa tuyệt chủng. Các khu rừng ở công viên Patagonia cũng chứa đựng nhiều loài chim đa dạng bao gồm cả Andean condor, chim gõ kiến Magellanic, vịt Spectacled, thiên nga cổ đen, cú lùn, ibis mặt đen, chim hồng hạc Chile, chim sơn dương Austral, chim gõ kiến phương Nam và nhiều loài lưỡng cư và bò sát.
Trên khắp Patagonia, guanaco,  một loài lạc đà lớn là họ hàng hoang dã của llama, là loài ăn cỏ phong phú nhất. Chúng ăn 75% tất cả các loài thực vật ở thảo nguyên Patagonian. Guanaco hoạt động như một loài then chốt: chúng ngăn chặn sự thống trị của các loại cỏ và hoạt động như một chất phân tán và thụ tinh với tỷ lệ sinh sản cao , cung cấp thức ăn cho các loài ăn thịt địa phương, đặc biệt là loài báo.
Mặc dù công viên nằm ở phía đông của dãy Andes, nhưng các dòng sông và suối được nuôi bằng sông băng của nơi này lại chảy về phía Thái Bình Dương. Làn nước xanh ngọc lam của chúng là nơi sinh sống của rất nhiều loài cá bản địa như cá rô (Percichthys trucha), pejerrey patagonico (Patagonina hatchheri) và puyen. Cá hồi Đại Tây Dương, cũng như cá hồi hương, nâu và cá hồi vân, đã được đưa vào khu vực này.

## Tham quan công viên
Parque Patagonia mở cửa từ tháng 10 đến tháng 4 và chỉ có thể đến tham quan bằng ô tô. Nó nằm ở phía nam của Coyhaique, Chile và phía bắc của Cochrane, Chile. Sân bay gần nhất là Balmaceda, Chile (BBA). Bạn sẽ phải lái xe khoảng 300 km từ Balmaceda trên Carretera Austral để đến công viên. Tính đến tháng 3 năm 2018, Carretera Austral chỉ mới được lát đường giữa Balmaceda và Cerro Castillo, Chile. Phần còn lại của đường cao tốc đến công viên chưa được trải nhựa.
Có thể dễ dàng đến trạm kiểm lâm ở Sector Jeinimeni bằng xe hơi trong khoảng 1,5 giờ từ thị trấn Chico của Chile. Cần đi bộ từ 2 đến 5 ngày dọc theo Đường mòn Aviles đến Nhà nghỉ tại Valle Chacabuco.
Nhà nghỉ tại Valle Chacabuco, ở trung tâm công viên và có cơ sở hạ tầng du lịch chính của nơi này, bao gồm nhà nghỉ, nhà hàng, trung tâm du khách và nhà ở cho nhân viên. Ngoài ra còn có ba khu cắm trại trong công viên.